# 雪風 YUKIKAZE
『雪風 YUKIKAZE』（ゆきかぜ）は、2025年8月15日に公開された日本映画。監督は山田敏久、主演は竹野内豊。
日本海軍が建造・運用した甲型駆逐艦38隻のうち、唯一太平洋戦争の終戦まで生き延びた不沈艦「雪風」を題材とし、戦中から戦後、現代へと繋がる時代を生きた人々の姿を史実に基づいたフィクションとして描く。

## キャスト

### 主要人物
寺澤一利
演 - 竹野内豊
「雪風」の艦長。
早瀬幸平
演 - 玉木宏
下士官・兵を束ねる先任伍長。
井上壮太
演 - 奥平大兼
水雷員。ミッドウェー海戦で「雪風」に救出され、その後「雪風」の乗組員となる。
早瀬サチ
演 - 當真あみ
幸平の妹。兄の無事を祈りながら懸命に生きる。
寺澤志津
演 - 田中麗奈
一利の妻。幼い一人娘を育てながら、夫の帰りを待ち続ける。

### 「雪風」乗組員
有馬岩男
演 - 藤本隆宏
砲術長。
中川義人
演 - 三浦誠己
航海長。
佐々木伊織
演 - 山内圭哉
水雷長。
藤井道郎
演 - 川口貴弘
機関長。
佐藤捨造
演 - 中林大樹
主計長。

### 海軍
伊藤整一
演 - 中井貴一
海軍・第二艦隊司令長官。
古庄俊之
演 - 石丸幹二
軍令部作戦課長。
有賀幸作
演 - 田中美央
「大和」艦長。

### その他
葛原芳雄
演 - 益岡徹
志津の父。
寺澤多賀子
演 - 有村架純
海上自衛官。一利と志津の娘。

## スタッフ
- 監督 - 山田敏久
- 脚本 - 長谷川康夫[2][3][4]
- 音楽 - 岩代太郎[7]
- 主題歌 - Uru「手紙」（ソニー・ミュージックアソシエイテッドレコーズ）[8][9]
- 製作代表 - 河野聡、門屋大輔[7][9]
- 製作 - 藤本俊介、米田岳、白神文樹、前田衛、小林栄太朗、坂本篤、中野伸二、多木良國[7][9]
- 企画 - 小滝祥平、髙橋紀成[7][9]
- スーパーバイザー - 福井晴敏[7][9]
- 撮影監督 - 柴主高秀[7][9]
- 照明 - 長田達也[7][9]
- 録音 - 尾崎聡[7][9]
- 美術 - 金田克美、新田隆之[7][9]
- 装飾 - 前屋敷恵介[7][9]
- 編集 - 清野英樹[7][9]
- VFX監督 - オダイッセイ[7][9]
- 協力 - 防衛省、海上自衛隊[9]
- 撮影協力 - 平塚市、茅ヶ崎市[9]
- 撮影所 - 角川大映スタジオ、リマーテスタジオ[9]
- DI - 東映ラボ・テック、東映デジタルセンター[9]
- 配給 - ソニー・ピクチャーズ エンタテインメント、バンダイナムコフィルムワークス[2][3][4]
- 製作プロダクション - デスティニー[4]
- 製作 -「雪風」製作委員会